# Incompatibilité physico-chimique
Une incompatibilité physico-chimique (IPC) est une interaction de type physique ou de type chimique, entre deux (ou plus) substances ou produits, qui dénature l'une ou l'autre des substances en présence, ou les deux, et perturbe les effets attendus de chacune isolément. Ce phénomène est donc essentiel à prendre en compte dans la fabrication de médicaments (domaine de la galénique) comme lors de l'administration de plusieurs substances à un patient (domaines de la prescription, de la pratique des soins et de la pharmacovigilance).

## Définition
Une	IPC peut	se traduire par la formation	d’un	précipité,	d’un	mélange	toxique,  ou	la	perte d’au moins	10%	du principe	actif	initial. C’est	un	phénomène	différent	de l'interaction	médicamenteuse,	qui	est	une	modification	de	 l’effet	 pharmacologique d’un	 médicament,	à la suite	de	l’administration	d’un	autre	médicament.

## Circonstances
Les IPC peuvent se produire entre deux médicaments : qu'il s'agisse de la prise simultanée de 2 médicaments ou de celle d'une spécialité pharmaceutique associant plusieurs molécules thérapeutiques ;  mais aussi entre une molécule médicamenteuse et un solvant, et un adjuvant (conservateur, stabilisant, etc.), et une tubulure de perfusion, et un filtre ou tout composant d'un dispositif médical etc..

## Incompatibilité physique
Lorsqu'il s'agit d'une association de substances liquides ou d'un liquide dans un solide (perfusion par exemple), ces incompatibilités sont normalement visibles par l'apparition d'un précipité, d'une vapeur, d'une couleur. L'origine peut en être une réaction entre des substances de solubilités différentes, la rupture de stabilité d'une émulsion, l'adsorption d'une molécule médicamenteuse sur le matériau de la paroi d'une tubulure, ou son contraire la mise en suspension dans le médicament d'une molécule constitutive de la paroi d'une tubulure, la création d'un complexe de molécules qui devraient rester indépendantes.

## Incompatibilité chimique
L'origine peut en être une réaction entre des pH différents (acide-base) générant une dégradation d'une des substances en présence, un échange d'électrons (oxydo-réduction), une réaction à la lumière (photoréaction) lorsqu'une molécule sensible est mélangée à d'autres dans une poche à perfusion translucide, une hydrolyse.